# Coppa Interamericana 1986
La Coppa Interamericana 1986 è stata la decima edizione del trofeo riservato alle squadre vincitrici della CONCACAF Champions' Cup e della Coppa Libertadores.

## Tabellino

### Andata
| Arbitro: | Garza |

| |            | |
| · González P · Sosa D · Chaves D · Mora D · 35’ Vargas D · Cayasso C · Montero C · Ulate C · Ramírez C · Arias A · Solano A · A disposizione: · Porras P · 35’ Benavídez D · Rodríguez C · Guardia A · Chacón A | Formazioni | P Goycochea D Gutiérrez D Ruggeri D Borelli D Montenegro C Gallego C Caniggia C Gorosito A Funes A Palma A Alfaro A disposizione: P Vivalda D Corti C Enrique A Centurión A Morresi |
| Bouska | Allenatori | Griguol |

### Ritorno
| Arbitro: | Escobar |

| |            | |
| Villazán 16’ Funes 60’ Enrique 67’ | Marcatori  | |
| · Goycochea P · Gutiérrez D · Ruggeri D · Gómez D · Borelli D · Gallego C · Centurión C · Enrique C · Funes A · Palma A · 66’ Villazán A · A disposizione: · Vivalda P · Corti C · Caniggia C · Alfaro A · 66’ Alzamendi A | Formazioni | P González D Sosa D Chaves D Vargas D Montero C Mora C Ramírez C Cayasso A Ulate A Arias A Solano A disposizione: P Porras D Benavídez C Rodríguez A Guardia A Chacón |
| Griguol | Allenatori | Bouska |